# Stella (Jam & Spoon)
Stella is een nummer van het Duitse danceduo Jam & Spoon en verscheen in 1992 als onderdeel van de Tales From A Danceographic Ocean EP. Hoewel het duo eerder een album met breaks had uitgebracht, was dit de eerste eigen compositie die werd uitgebracht als duo. Het is een relatief rustige hypnotiserende track met een herhalende melodie die steeds verder wordt aangevuld en waarop een zangeres Hold me, Love Me fluistert. Het nummer werd vernoemd naar de toenmalige vriendin van Mark Spoon. Ook is de in 1999 geboren dochter van Jam El Mar naar de plaat vernoemd. Stella wordt gezien als een van de bepalende en invloedrijkste nummers in het ontstaan het het trancegenre.  In het nummer wordt een drumsample gebruikt van Go van Moby. De Amerikaanse producer zal ook enkele remixen maken van het nummer. 
Later in 1992 verschijnt de remix Age of Love van Jam & Spoon. Deze succesvolle remix wordt de Watch Out For Stella-mix genoemd, wat een subtiele promotie is van Stella.
In 1999 werd het nummer opnieuw uitgebracht als How Stella Got Her Groove Back. Dit ging gepaard met remixes van Westbam, Tall Paul en Nalin & Kane.

## Tracklist
|  | Black Side              |      |
|  | Stella                  | 6:20 |
|  | Keep On Movin'          | 6:00 |
|  | Silver side             |      |
|  | My First Fantastic F.F. | 7:23 |